# Przydroże Wielkie
Przydroże Wielkie est une localité polonaise de la voïvodie d'Opole et du powiat de Nysa.

## Histoire
De 1743 à 1945, Groß Schnellendorf fait partie de l'arrondissement de Falkenberg-en-Haute-Silésie dans le district d'Oppeln au sein de la province de Silésie.